# Skying
Skying é o terceiro álbum de estúdio da banda britânica The Horrors.  Foi lançado 11 de julho de 2011 no Reino Unido e 9 de agosto de 2011 nos EUA pela XL recordings. Alcançou a 5ª posição no UK Albums Chart e ganhou o NME Awards 2012 de álbum do ano.

## Faixas
| N.º | Título                  | Duração |  |
| 1.  | "Changing the Rain"     | 4:36    |  |
| 2.  | "You Said"              | 4:51    |  |
| 3.  | "I Can See Through You" | 4:22    |  |
| 4.  | "Endless Blue"          | 5:15    |  |
| 5.  | "Dive In"               | 4:56    |  |
| 6.  | "Still Life"            | 5:26    |  |
| 7.  | "Wild Eyed"             | 4:09    |  |
| 8.  | "Moving Further Away"   | 8:39    |  |
| 9.  | "Monica Gems"           | 4:33    |  |
| 10. | "Oceans Burning"        | 7:54    |  |

## Paradas musicais
| Paradas (2011)                                | Melhor posição |
| --------------------------------------------- | -------------- |
| Escócia (Scottish Albums Chart)               | 7              |
| Reino Unido (UK Albums Chart)                 | 5              |
| Estados Unidos (Billboard 200)                | 97             |
| Estados Unidos (Billboard Rock Albums)        | 18             |
| Estados Unidos (Billboard Independent Albums) | 11             |
| Estados Unidos (Billboard Alternative Albums) | 12             |
| Estados Unidos (Billboard Tastemaker Albums)  | 3              |

### Certificações
| País              | Certificação |
| ----------------- | ------------ |
| Reino Unido (BPI) | Prata        |